# Sjöfartsutbildningen
Sjöfartsutbildningen är en riksrekryterande gymnasieutbildning med egna examensmål. Efter utbildningen ska eleverna kunna arbeta inom däcksavdelningen eller maskinavdelningen ombord på fartyg.

## Utbildningen
Sjöfartsutbildningen har två inriktningar; däck och maskin.

### Ämnen
- Däckstjänst
- El- och verkstadsteknik
- Fartygsteknik
- Maskintjänst
- Sjöfartssäkerhet

### Yrkesutgångar
- Lättmatros
- Matros
- Vaktgående maskinpersonal
- Befaren maskinpersonal

## Skolor
Sjöfartsutbildningen ges 2016 på sju gymnasieskolor i Sverige.
- Härnösands gymnasium
- Lindholmens tekniska gymnasium
- Praktiska gymnasiet i Kalmar
- Sjömansskolan i Stockholm
- Törnströmska gymnasiet
- Wisbygymnasiet
- Öckerö seglande gymnasieskola

Sjöfartsutbildning ges 2021 på två yrkesgymnasier på svenska i Finland. 
- Axxell (Aboe Mare), Åbo
- Ålands yrkesgymnasie (Alandica Shipping Academy), Mariehamn, Åland